# Gezondheidszorg

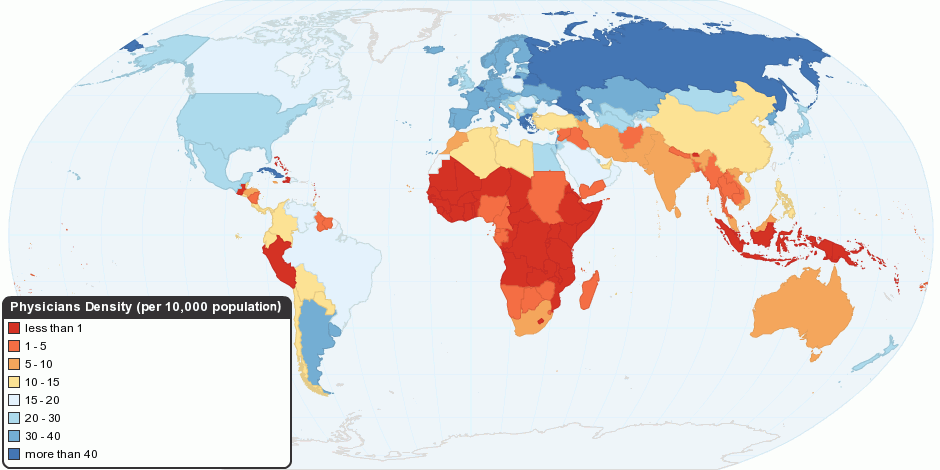
Aantal dokters per 10.000 mensen - WHO 2010

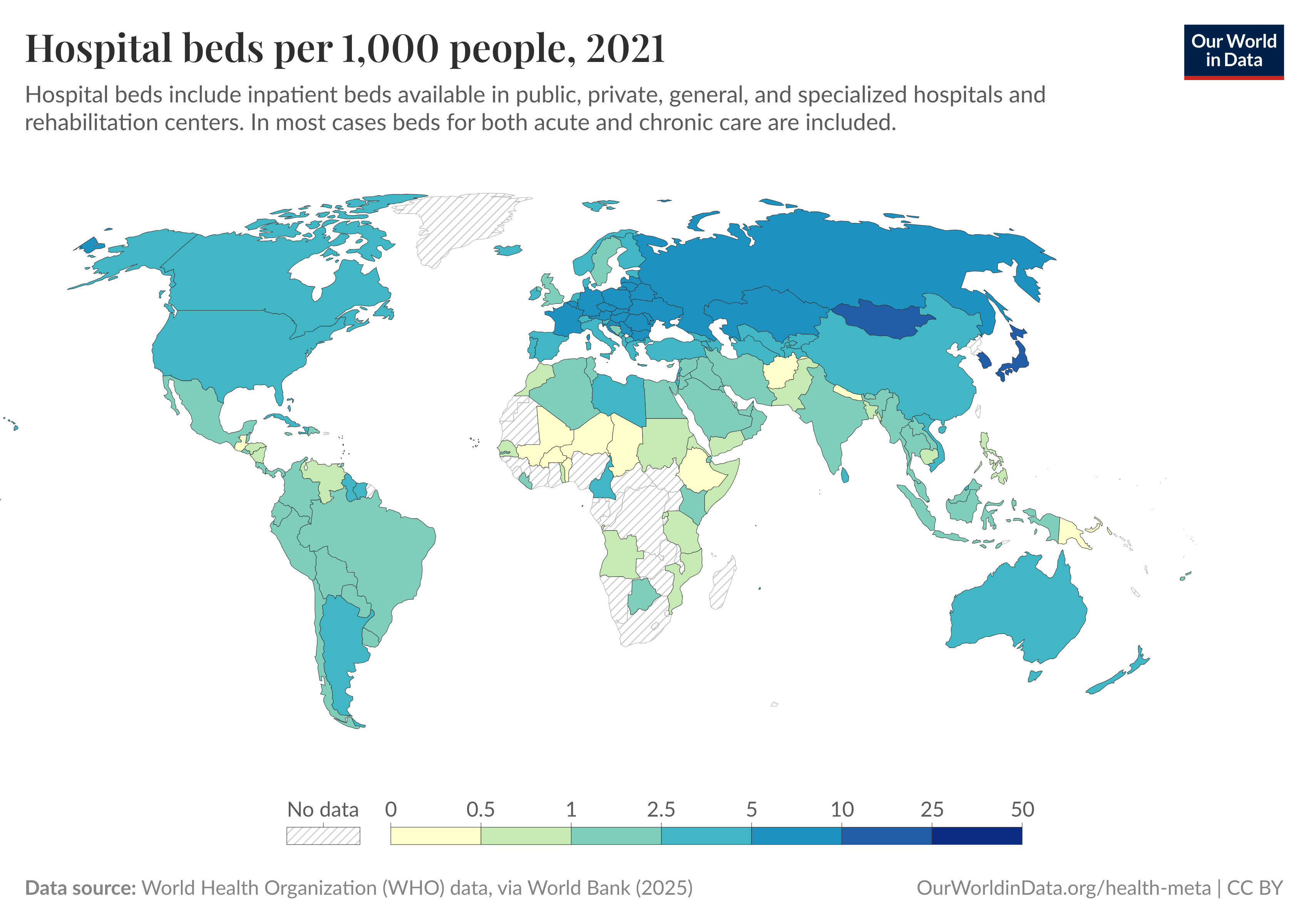
Aantal ziekenhuisbedden per 1000 mensen in 2013.

De gezondheidszorg in een bepaald land is het geheel aan activiteiten dat gericht is op de verbetering van de gezondheid van de mensen in dat land. Onder de gezondheidszorg wordt niet alleen het onderzoek en de kennis van gezondheid begrepen, maar ook de toepassing van deze kennis om de gezondheid van mensen te verhogen, ziekten te voorkomen (preventieve gezondheidszorg) of te genezen, en het lichamelijk en psychisch functioneren te verbeteren.
Met een zorgevaluatie kan gezondheidszorg getoetst worden.
Wetenschappelijke bouwstenen leveren onder meer de biologie, scheikunde, natuurkunde en diverse sociale wetenschappen (bijvoorbeeld de medische sociologie en psychologie). Omdat de gezondheidszorg zich met het menselijk leven bezighoudt, spelen er diverse vraagstukken op het gebied van de medische ethiek zoals privacy, vrijheidsbeperking, abortus, euthanasie, klonen en genetische manipulatie.
In 2003 werd in Nederland 57,5 miljard euro aan de gezondheidszorg uitgegeven, hetgeen overeenkomt met ongeveer 12% van het bruto binnenlands product (bbp). Per inwoner ging het om een bedrag van 3.550 euro. In 2005 is dit bedrag volgens het CBS gestegen naar 68,6 miljard euro. De kosten zijn volgens het CBS in 2017 verder opgelopen tot 97,5 miljard euro, 13,3% van het bbp.

## Niveaus
- De nuldelijnsgezondheidszorg bestaat uit preventieve voorzieningen uit de sociale geneeskunde en publieke gezondheidszorg die voor iedereen beschikbaar zijn ook wanneer men zelf nog geen hulpvraag heeft. Deze zorg wordt vaak uitgevoerd door GGDen, zoals bijvoorbeeld de jeugdgezondheidszorg, infectieziektebestrijding en forensische geneeskunde, maar ook de bedrijfsgeneeskunde en verzekeringsgeneeskunde vallen onder nuldelijnsgezondheidszorg.[4]
- De eerstelijnsgezondheidszorg is de "rechtstreeks toegankelijke" hulp. Elke zorgzoekende kan zonder beperking een beroep doen op een zorghulpverlener. Dit kan een huisarts zijn, apotheker, fysiotherapeut, diëtist, wijkverpleegkundige, tandarts, psycholoog van een consultatiebureau, algemeen maatschappelijk werk e.d. Vanuit de overheid wordt de centrale rol van de huisarts versterkt als eerstelijnshulpverlener, deels omdat dit de kwaliteit van de hulpverlening bevordert, deels omdat dit kostenbesparend werkt.
- De tweedelijnsgezondheidszorg wordt gevormd door hulpverleners die slechts na verwijzing kunnen worden geconsulteerd. Bijvoorbeeld een gespecialiseerd arts waarnaar een arts uit de eerste- of nuldelijnsgezondheidszorg doorverwijst, of een therapeut-psycholoog waarnaar een consultatiebureau doorverwijst.
- De derdelijnsgezondheidszorg is de dienstverlening waar professionele hulpverleners beroep op kunnen doen voor hun zorgverstrekking, zoals gespecialiseerde laboratoria of een expertisecentrum van een academisch ziekenhuis.
- Soms wordt ook nog van de "nulde" lijn gesproken als niet-professionele hulpverleners zorgbehoevenden op weg helpen naar de eigenlijke gezondheidszorg of elkaar ondersteunen in de zorg. Bijvoorbeeld een turnleerkracht die problemen met de motoriek van een kind vermoedt en ouders aanzet tot raadplegen van een arts. Of een pastoraal werkster die bij een huisbezoek psychische problemen vermoedt en aanzet om een Riagg of CGG te raadplegen. Ook zelfhulpgroepen worden tot de nulde lijn gerekend.[bron?]

De grens tussen deze niveaus is niet steeds duidelijk. Zo kunnen sommige gespecialiseerde artsen rechtstreeks bezocht worden, of kan men als (familie van een) patiënt zelf naar de psychiatrische kliniek stappen, waar men in de regel pas na doorverwijzing komt. Wel kan er dan een verschil in tarief bestaan. Meestal betaalt men minder als men eerst via een (vaste) huisarts naar de tweede lijn stapt.

## Vakgebieden
De gezondheidszorg kent een breed scala aan traditionele vakgebieden als farmacie, geneeskunde, verpleegkunde en verloskunde.
- Ziekenzorg:
  - Ziekte en (aangeboren) afwijkingen: Ziektebeeld
  - (Para) Medische beroepen: Apotheker - Diëtist - Dierenarts - Verpleegkundige - Fysiotherapeut - Ergotherapeut - mondhygiënist - Logopedist - Oefentherapeut Cesar - Oefentherapeut Mensendieck -Optometrist - Orthodontist - Orthopedisch Manueel Therapeut (O.M.T.) - Podotherapeut - Psycholoog - Psychotherapeut - Radiodiagnostisch laborant - Radiotherapeutisch laborant - Tandarts - Huisarts - (basis)arts - Medisch Specialist
  - In opleiding tot arts: Geneeskundestudent - Coassistent
  - Arts in opleiding tot (geneeskundig) specialist: AIOS
  - Arts niet in opleiding tot (geneeskundig) specialist: ANIOS
  - Medische dienstverlening: Activiteitenbegeleider - Ambulancedienst - Apotheek - Arbo-dienst - Audiologische Centrum - Crisisopvang - Dieet - Eerste hulp bij Ongelukken - Ergonomische dienstverlening - Fysiotherapie - GGD - Kraamzorg - Patiëntenorganisatie - RIAGGs - Thuiszorg - Verslavingszorg - Verzorging - Verpleging - Voetverzorging - Ziekenhuis - Universitair ziekenhuis - Kraamkliniek
  - Medicijnverstrekking: Farmacie - Farmaceutica - Apotheek - Farmaceutische industrie
- Geestelijke gezondheidszorg: Coaching - Counseling - Crisisopvang - Psychiatrie - Psychiatrisch ziekenhuis - Persoonlijke ontwikkeling - Psycholoog - Psychotherapeut - RIAGG - Rouw & verliesverwerking - Stervensbegeleiding - Sociaal Pedagogische Dienst
- Gehandicaptenzorg:
  - Lichamelijke handicap: Blindheid - Doofheid
  - Verstandelijke handicap: Downsyndroom
  - Ontwikkelingshandicap: Autisme
- Geriatrie
- Therapie: Anonieme Alcoholisten - Gentherapie - Psychotherapie - Radiotherapie - Nucleaire geneeskunde
- Alternatieve geneeswijze en Paranormale geneeswijze:  - Weightwatchers - Acupunctuur - Aromatherapie - Chiropraxie - Relaxatie -  Haptonomie - Holistische therapie - Homeopathie - Antroposofische geneeswijzen - Hypnotherapie - Osteopathie - Regressie- en reïncarnatietherapie - Shiatsu - Yoga
- Zorgverstrekking: Adoptie - Pleegzorg - Jeugdzorg - Jeugdwerk - Jongerenwerk - Jongerencentra - Kinderopvang - Kraamzorg - Ouderenzorg - Verpleeghuiszorg - Thuiszorg- Huishoudelijke verzorging- Maatschappelijke gezondheidszorg
- Gezondheidszorg algemeen: Medische ethiek - Medische automatisering - Medische bibliotheken - Medische dienstverlening - Medische internationale hulporganisaties - Zorg & marketing
- Gezondheidsbescherming: Preventie - Toezicht - Bemoeizorg - Ademhalingstechniek
- Overkoepelende organisaties NL: College voor zorgverzekeringen (CVZ) / Diemen - Koninklijke Nederlandse Maatschappij ter bevordering der Pharmacie (KNMP) / Den Haag - Nationale Atlas Volksgezondheid / Bilthoven - Nederlands Instituut voor Zorg en Welzijn (NIZW) / Utrecht - Raad voor de Volksgezondheid & Zorg (RVZ) / Zoetermeer
- Financiering
  - in Nederland: Ziekenhuizen tot en met 31 december 2004 of vanaf 1 januari 2005 (DBC)- Algemene Wet Bijzondere Ziektekosten (AWBZ)- Persoonsgebonden Budget (PGB)- Wet maatschappelijke ondersteuning (WMO)
  - in België: RIZIV, Vlaams Fonds, Persoonlijk assistentiebudget
- Medische internationale hulpverleningsinstantie: Amnesty International - Artsen Zonder Grenzen - Dokters van de Wereld - Leprastichting - Memisa / Den Haag (NL) - Rode Kruis - Simavi / Haarlem (NL) - Stichting Dark & Light Blind Care / Veenendaal (NL) - Unicef

## Indelingen
Een vaak gehanteerde indeling van de gezondheidszorg is die in: spoedeisende zorg (acuut, spoed), niet spoedeisende zorg (electief), chronische zorg en wenszorg (zoals bij zwangerschappen).
Een andere indeling is die in intramurale en extramurale zorg. Deze indeling is gemaakt vanuit het perspectief van de professionals, niet vanuit de zorgvragenden, want intramuraal staat voor opname, behandeling in ziekenhuis, kliniek, verpleeghuis of andere medische instelling en extramuraal staat voor de professionele gezondheidszorg bij een gezondheidsverlener in de praktijk of bij de zorgvragende thuis.

## Gezondheidszorg aan huis
Met de oprichting van de eerste kruisvereniging in 1875 is in Nederland begonnen met de opbouw van een fijnmazig systeem van professionele gezondheidszorg aan huis, de wijkverpleging, kraamzorg en zorg thuis. Dit systeem is wereldwijd vrijwel uniek en is de reden dat Nederland een van de weinige westerse landen is waar bevallen thuis de standaard is en bevallen in een ziekenhuis de uitzondering.
In navolging van de verpleeghuiszorg wordt nu ook in de thuiszorg de maatschappelijke discussie aangezwengeld hoe ouderenzorg kan vernieuwen van een zorgverlenings-gestuurde en -gecentreerde organisatie naar manieren van denken en doen waar zorgvragende en haar behoeftes en belangen centraal staan.

## Nederland

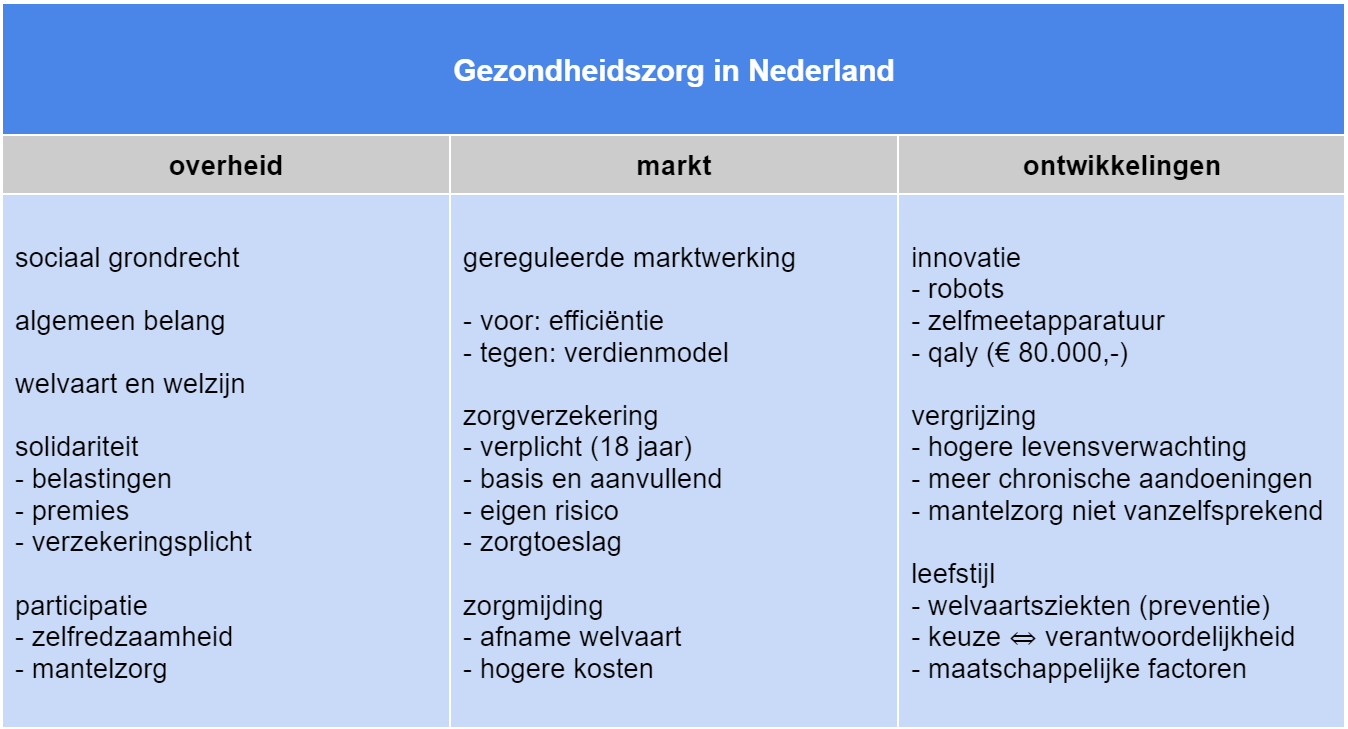
Gezondheidszorg in Nederland

In Nederland is de overheid verplicht de goede gezondheidszorg van de bevolking te bevorderen door middel van regelgeving, dit is vastgelegd in de Grondwet. Hieruit vloeien een aantal wetten voort:
Gezondheidswet
Wet marktordening gezondheidszorg. Deze regelt onder meer het bestaan van de Nederlandse Zorgautoriteit. Door de Eerste Kamer is in december 2014 verworpen de Wijziging van de Wet marktordening gezondheidszorg en enkele andere wetten, teneinde te voorkomen dat zorgverzekeraars zelf zorg verlenen of zorg laten aanbieden door zorgaanbieders waarin zij zelf zeggenschap hebben (Wet verbod verticale integratie).
Wet Publieke Gezondheid
Verder zijn er de Zorgverzekeringswet, de Wet maatschappelijke ondersteuning (Wmo) en de Wet langdurige zorg (Wlz).
Taken die eerder centraal waren geregeld zijn overgeheveld naar de gemeenten. Op bepaalde punten hadden regering en gemeenten daar in 2013 onenigheid over.